# Fehérfejű vanga
A fehérfejű vanga (Artamella viridis) a madarak osztályának verébalakúak (Passeriformes) rendjébe és a vangagébicsfélék (Vangidae) családjába tartozó Artamella nem egyetlen faja.

## Rendszerezése
A fajt Philipp Ludwig Statius Müller német zoológus írta le 1776-ban, a Lanius nembe Lanius viridis néven. Sorolták a Leptopterus nembe Leptopterus viridis néven is.

## Alfajai
- Artamella viridis annae (Stejneger, 1879)
- Artamella viridis viridis (Statius Muller, 1776)[2]

## Előfordulása
Madagaszkár területén honos. Természetes élőhelyei a szubtrópusi vagy trópusi síkvidéki és hegyi esőerdők, száraz erdők, mangroveerdők és szavannák, valamint másodlagos erdők. Állandó, nem vonuló faj.

## Megjelenése
Testhossza 20 centiméter, testtömege 44-57 gramm.

## Természetvédelmi helyzete
Az elterjedési területe nagyon nagy, egyedszáma ismeretlen. A Természetvédelmi Világszövetség Vörös listáján nem fenyegetett fajként szerepel.